# Baker Nunatak
Baker Nunatak (in lingua inglese: Nunatak Baker ) è un nunatak, o picco roccioso isolato, che si trova 2 km a nordovest del Monte Brecher, nel Wisconsin Range della catena dei Monti Horlick, nei Monti Transantartici, in Antartide.
Il nunatak è stato mappato dall'United States Geological Survey (USGS) sulla base di rilevazioni e foto aeree scattate dalla U.S. Navy nel periodo 1959-60.
La denominazione è stata assegnata dall'Advisory Committee on Antarctic Names (US-ACAN), in onore di Travis L. Baker, meteorologo che faceva parte del gruppo che ha trascorso l'inverno 1961 presso la Stazione Byrd.